# 奧斯拉瓦河

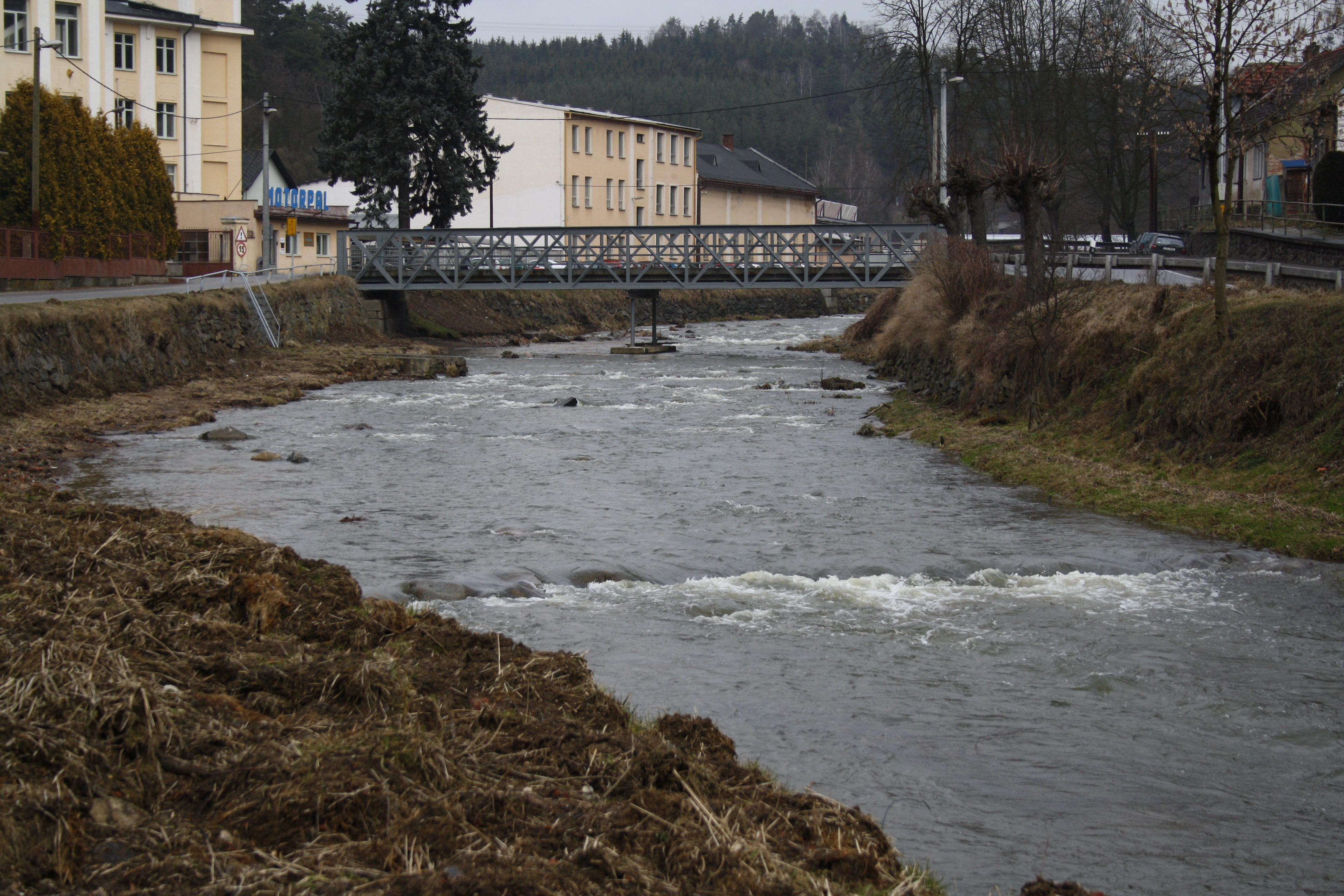

奧斯拉瓦河是捷克的河流，屬於伊赫拉瓦河的左支流，河道全長99.2公里，流域面積867平方公里，河畔城鎮有新韋塞利、奧斯拉瓦河畔奧斯特羅夫、大梅濟日奇、奧斯拉瓦河畔納梅什季、奧斯拉瓦尼和伊萬契采。

## 外部連結
- Information at the Water Management Research Institute

49°5′51.2″N 16°21′50.9″E / 49.097556°N 16.364139°E